# Norbergs socken
Norbergs socken i Västmanland ingick i Gamla Norbergs bergslag, uppgick 1952 i Norbergs köping och området ingår sedan 1971 i Norbergs kommun och motsvarar från 2016 Norbergs distrikt.
Socknens areal är 311,42 kvadratkilometer, varav 289,85 land. År 2000 fanns här 5 503 invånare. Tätorten och kyrkbyn Norberg med sockenkyrkan Norbergs kyrka ligger i socknen. 

## Administrativ historik
Norbergs socken har medeltida ursprung. Senast 1661 utbröts Västanfors socken. 1940 överfördes Årnebodelen av Kottarstäkten till Söderbärke socken i Kopparbergs län.
Vid kommunreformen 1862 övergick socknens ansvar för de kyrkliga frågorna till Norbergs församling och för de borgerliga frågorna till Norbergs landskommun. Landskommunen ombildades 1952 till Norbergs köping som 1971 ombildades till Norbergs kommun. Församlingen uppgick 2010 i Norberg-Karbennings församling..
1 januari 2016 inrättades distriktet Norberg, med samma omfattning som församlingen hade 1999/2000.
Socknen har tillhört fögderier, tingslag och domsagor enligt vad som beskrivs i artikeln Gamla Norbergs bergslag. De indelta soldaterna tillhörde Västmanlands regemente och Bergslags (Bergs) kompani.

## Geografi
Norbergs socken ligger kring Norbergsån och Dammsjön. Socknen är en sjörik kuperad skogsbygd med höjder som i Dammsjöberg når 241 meter över havet.

## Fornlämningar
Rester från ett 40-tal medeltida hyttor finns här.

## Namnet
Namnet (1303 Norobergh) innehåller efterleden berg, 'bergslag' och är ett bygdenamn. Förleden innehåller troligen ett ånamn, Nora, nu Norbergsån, som avvattnar sjön Noren. Sjönamnet innehåller nor, 'smalt vattendrag som förenar två vattenpartier' som syftar på ån mellan sjöarna Noren och Kalven.

## Befolkningsutveckling
| Befolkningsutvecklingen i Norbergs socken 1750–1990                                                     | Befolkningsutvecklingen i Norbergs socken 1750–1990 | Befolkningsutvecklingen i Norbergs socken 1750–1990 | Befolkningsutvecklingen i Norbergs socken 1750–1990 | Befolkningsutvecklingen i Norbergs socken 1750–1990 |
| --- | --------------------------------------------------- | --------------------------------------------------- | --------------------------------------------------- | --------------------------------------------------- |
| |                                                     |                                                     |                                                     |                                                     |
| År |                                                     |                                                     | Folkmängd                                           |                                                     |
| 1750 | 1750                                                |                                                     | 1 960                                               |                                                     |
| 1760 | 1760                                                |                                                     | 1 988                                               |                                                     |
| 1769 | 1769                                                |                                                     | 2 193                                               |                                                     |
| 1780 | 1780                                                |                                                     | 2 088                                               |                                                     |
| 1790 | 1790                                                |                                                     | 2 294                                               |                                                     |
| 1800 | 1800                                                |                                                     | 2 348                                               |                                                     |
| 1810 | 1810                                                |                                                     | 2 019                                               |                                                     |
| 1820 | 1820                                                |                                                     | 2 238                                               |                                                     |
| 1830 | 1830                                                |                                                     | 2 652                                               |                                                     |
| 1840 | 1840                                                |                                                     | 2 716                                               |                                                     |
| 1850 | 1850                                                |                                                     | 2 894                                               |                                                     |
| 1860 | 1860                                                |                                                     | 3 156                                               |                                                     |
| 1870 | 1870                                                |                                                     | 3 603                                               |                                                     |
| 1880 | 1880                                                |                                                     | 4 688                                               |                                                     |
| 1890 | 1890                                                |                                                     | 6 068                                               |                                                     |
| 1900 | 1900                                                |                                                     | 6 511                                               |                                                     |
| 1910 | 1910                                                |                                                     | 6 360                                               |                                                     |
| 1920 | 1920                                                |                                                     | 6 508                                               |                                                     |
| 1930 | 1930                                                |                                                     | 5 480                                               |                                                     |
| 1940 | 1940                                                |                                                     | 5 497                                               |                                                     |
| 1950 | 1950                                                |                                                     | 5 641                                               |                                                     |
| 1960 | 1960                                                |                                                     | 7 067                                               |                                                     |
| 1970 | 1970                                                |                                                     | 6 094                                               |                                                     |
| 1980 | 1980                                                |                                                     | 6 195                                               |                                                     |
| 1990 | 1990                                                |                                                     | 6 056                                               |                                                     |
| Anm: Källor: Umeå universitet - Tabellverket 1749-1859, Demografiska databasen, CEDAR, Umeå universitet |                                                     |                                                     |                                                     |                                                     |